# 飛鳴禪院
飛鳴禪院位於四川省安縣桑棗鎮，文物遺址年代判定為清。1991年4月16日公佈為四川省第三批文物保護單位。